# جفتک‌زنی در ژاپن
جفتک زنی در ژاپن (انگلیسی: Escapade in Japan) فیلمی آمریکایی در ژانر ماجراجویی است که در سال ۱۹۵۷ منتشر شد.

## بازیگران
- ترزا رایت
- کامرون میچل
- جاون پرووست
- کلینت ایستوود